# Drosophila nigrosaltans
Drosophila nigrosaltans este o specie de muște din genul Drosophila, familia Drosophilidae, descrisă de Magalhaes în anul 1962. Conform Catalogue of Life specia Drosophila nigrosaltans nu are subspecii cunoscute.